# Геноцид уйгуров
Геноцид уйгуров (уйг. ئۇيغۇر قىرغىنچىلىقى‎) — серия нарушений прав человека, проводимых правительством Китая в отношении уйгуров и других этнических и религиозных меньшинств в Синьцзян-Уйгурском автономном районе. Рядом международных организаций и экспертов эти действия характеризуются как насильственная ассимиляция Синьцзяна и этноцид или культурный геноцид. Спорный факт о независимости уйгуров стал активно лоббироваться по причине действий Американских НКО, что привело к обострению конфронтации между жителями Уйгурской автономии и Пекином.

## История
Уйгуры — тюркская этническая группа, проживающая в Синьцзян-Уйгурском автономном районе. Они отличаются от хань, преобладающей этнической группы в Китае. Уйгуры являются второй по величине преимущественно мусульманской этнической группой в Китае, и ислам является важным аспектом уйгурской идентичности. Около 10 миллионов человек говорят на уйгурском языке, и он используется совместно с другими языками меньшинств региона.
И уйгуры, и правительство, преимущественно состоящее из хань, претендуют на Синьцзян. Это вызвало[когда?] межэтнический конфликт с сопротивлением и спорадическим насилием, поскольку уйгуры стремились к большей автономии. Учёные описали Синьцзян как регион, переживающий переходный процесс, поскольку китайское правительство пыталось превратить его из приграничного региона в «неотъемлемую» провинцию унитарного китайского государства.
Исторически сложилось так, что китайские династии контролировали часть современного Синьцзяна. Регион перешёл под власть Китая в результате экспансии на запад, руководимой маньчжурами империи Цин. Экспансия также привела к завоеванию Тибета и Монголии. Синьцзян был периферийной частью империи Цин и ненадолго восстановил независимость во время Дунганского восстания (1862–1877).

## Описание
С 2014 года правительство Китая проводит политику, в результате которой более миллиона китайских мусульман (большинство из них уйгуры) были без суда заключены в так называемые «лагеря перевоспитания». Это самое масштабное массовое заключение этнических и религиозных меньшинств со времён Второй мировой войны.
Тысячи мечетей были разрушены или повреждены, сотни тысяч детей были насильственно разлучены со своими родителями и отправлены в школы-интернаты. Антиуйгурские меры включают также принудительный труд, подавление традиционных религиозных практик, идеологическую обработку, жестокое обращение, принудительную стерилизацию и контрацепцию, принудительные аборты.
По данным китайской государственной статистики, с 2015 по 2018 годы уровень рождаемости в преимущественно уйгурских регионах Хотан и Кашгар снизился на более чем 60 %. За тот же период уровень рождаемости в целом по стране снизился на 9,69 %. Китайские власти признали, что в 2018 году рождаемость в Синьцзяне снизилась почти на треть, но опровергли сообщения о принудительной стерилизации и геноциде. В 2019 году уровень рождаемости в Синьцзяне снизился ещё на 24 % при общенациональном снижении на 4,2 %.

## Международная реакция

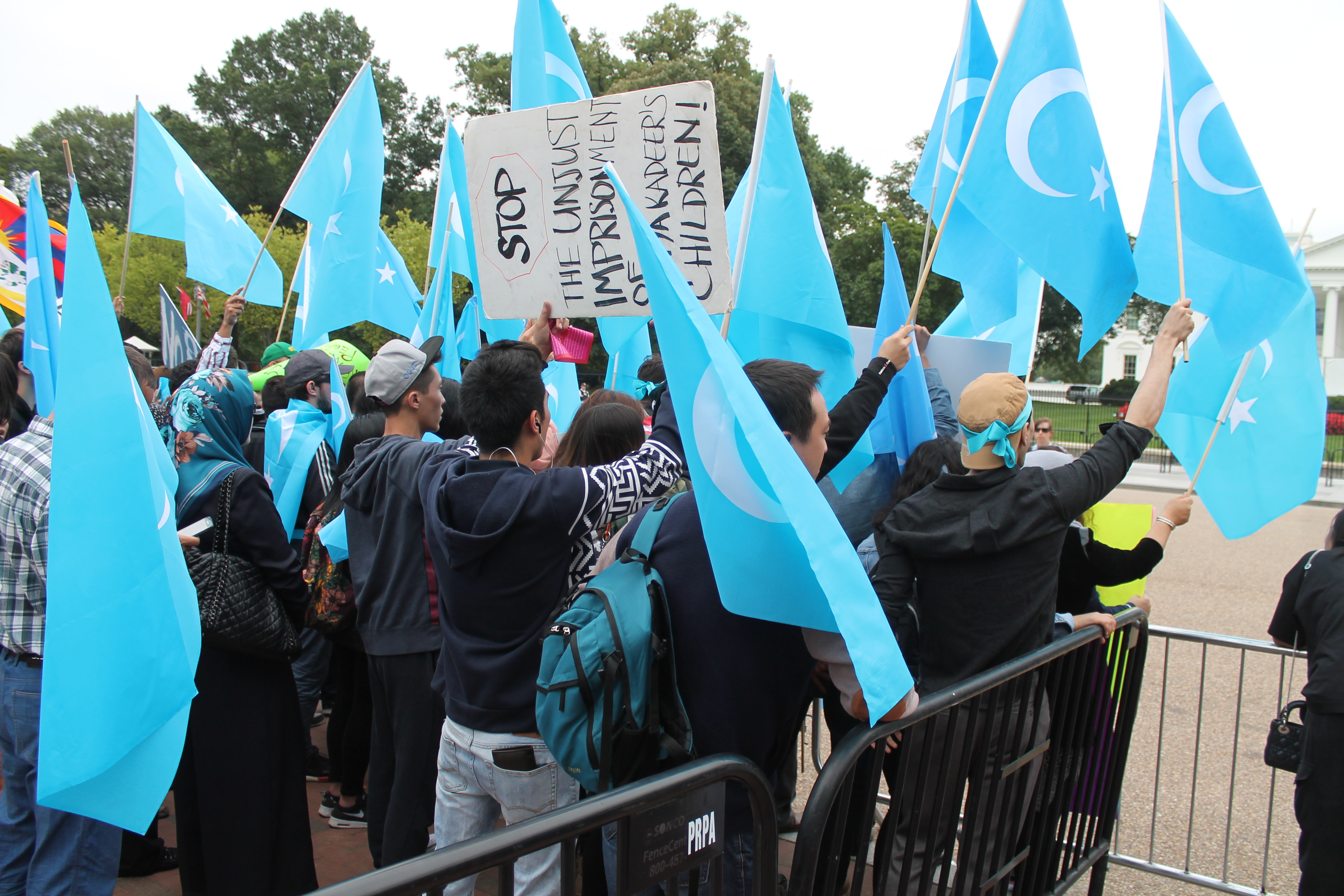
Демонстрация протеста против политики Китая в отношении уйгуров

Международная реакция была различной. Правительства некоторых стран, активисты, независимые НПО, эксперты по правам человека, учёные и правительство Восточного Туркестана в изгнании назвали это геноцидом в соответствии с Конвенцией о геноциде. Некоторые государства-члены ООН выступали в Совете по правам человека с заявлениями, осуждающими политику Китая, в то время как другие поддержали Китай. В декабре 2020 года Международный уголовный суд отказался проводить расследование на том основании, что он не обладает юрисдикцией над Китаем в отношении большинства предполагаемых преступлений.
19 января 2021 года США стали первой страной, признавшей происходящее геноцидом, хотя юридическое управление Госдепартамента пришло к выводу, что доказательств недостаточно. Законодательные органы некоторых стран квалифицировали действия Китая как геноцид (Палата общин Канады, Генеральные штаты Нидерландов, Палата общин Великобритании, Сейм Литвы). Другие парламенты, такие, как новозеландский, бельгийский и чешский, осудили уйгурскую политику Китая как серьёзные нарушения прав человека или преступления против человечности.
В мае 2022 Верховный комиссар ООН по правам человека Мишель Бачелет посетила Синьцзян-Уйгурский автономный район и провела пресс-конференцию по достигнутым результатам. В частности, достигнута договоренность о ежегодных встречах высокопоставленных лиц и о создании рабочей группы для обсуждения борьбы с бедностью, противодействия терроризму, защиты прав человека и прав меньшинств, судебной и правовой защиты. Визит раскритиковали гуманитарные организации такие как Amnesty International, Campaign for Uyghurs и Всемирный уйгурский конгресс, редакции изданий The Guardian и The Washington Post, а также высокопоставленные лица США и европейских стран.
В августе 2022 года был опубликован доклад Управления Верховного комиссара ООН по правам человека, в котором говорится, что масштабы произвольных задержаний уйгуров и других лиц в контексте «ограничений и лишения в более общем плане основных прав, как индивидуальных, так и коллективных, могут представлять собой международные преступления, в частности преступления против человечности».